# Antonio Cei
Antonio Cei (Viareggio, 1915 – Cefalonia, 22 settembre 1943) è stato un partigiano italiano.
Medaglia d'oro al valor militare alla memoria.

## Biografia
Ispettore alle Dogane di Genova, nel 1940 era stato mobilitato e inviato prima in Albania e poi in Grecia. Al momento dell'armistizio era tenente del 17º Reggimento Fanteria della Divisione "Acqui" e fu tra i primi, a Cefalonia, ad  opporsi ai tedeschi con il fuoco del suo plotone mortai.
Ad Antonio Cei hanno intitolato strade i Comuni di Viareggio, di Genova e di Pisa.